# Mniadelphus obovatus
Mniadelphus obovatus là một loài Rêu trong họ Hookeriaceae. Loài này được (Griff.) Mitt. mô tả khoa học đầu tiên năm 1859.